# Damon Hill
Damon Graham Devereux Hill, OBE (sinh ngày 17 tháng 9 năm 1960) là một cựu tay đua chuyên nghiệp người Anh và là nhà vô địch công thức 1 năm 1996. Ông là con trai của cựu vô địch công thức 1 năm 1962 và 1968 Graham Hill. Cùng với Nico Rosberg, ông là một trong hai con trai của cựu vô địch công thức 1.
Ông đã bắt đầu sự nghiệp đua xe chuyên nghiệp vào năm 1981 và sau khi đạt được thành công nhỏ ở các giải đua khác nhau, ông chuyển sang đua ô tô một chỗ ngồi. Hill trở thành tay đua dự bị và lái thử cho đội đua Williams vào năm 1992. Sau đó, ông được thăng hạng lên tay đua chính của Williams sau sự ra đi của Riccardo Patrese. Ngay trong mùa giải đầu tiên với Williams, ông đã giành chiến thắng đầu tiên trong số 22 chiến thắng tại giải đua ô tô Công thức 1 Hungary 1993. Vào giữa những năm 1990, Hill là đối thủ chính của Michael Schumacher. Họ đã đụng độ nhiều lần trong và ngoài đường đua. Sự va chạm của họ tại giải đua ô tô Công thức 1 Úc năm 1994 đã mang lại danh hiệu đầu tiên cho Schumacher  với khoảng cách một điểm.
Hill đã trở thành nhà vô địch Công thức 1 năm 1996 với tám chiến thắng nhưng phải rời Williams cho mùa giải tiếp theo. Tiếp theo đó, ông đã tiếp tục đua cho các đội Arrows và Jordan kém cạnh tranh hơn. Vào năm 1998, ông đã đem về cho Jordan chiến thắng đầu tiên, nhưng Hill đã phải từ giã công thức 1 sau khi bị Jordan sa thải sau mùa giải 1999. Năm 2006, ông kế nhiệm Jackie Stewart trong vai chủ tịch của câu lạc bộ tay đua Anh. Hill từ chức ở vị trí này vào năm 2011 và được kế nhiệm bởi Derek Warwick. Hiện giờ, Hill hiện đang làm việc trong kênh phát sóng Sky Sports F1 với tư cách là người cung cấp phân tích trong các buổi tập luyện tự do.

## Sự nghiệp

### Công thức 1 (1992-1999)

#### Mùa giải đầu tiên cho đội đua Brabham (1992)
Hill bắt đầu sự nghiệp Công thức 1 của mình trong mùa giải 1991 với tư cách là tay đua lái thử cho đội Williams đã giành chức vô địch trong khi vẫn thi đấu ở giải đua F3000. Tuy nhiên, vào giữa năm 1992, Hill đã tham gia công thức 1 với tư cách là tay đua của đội Brabham đang đi xuống. Trong thời điểm đó, đội đang gặp khó khăn nghiêm trọng về tài chính. Hill chỉ bắt đầu mùa giải này sau ba chặng đua, thay thế Giovanna Amati sau khi tài trợ của bà ta không thành hiện thực. Amati đã không thể vượt qua vòng phân hạng nhưng Hill đã theo kịp được đồng đội người Bỉ của ông, Eric van de Poele, bằng cách tham gia với đủ điều kiện ở hai chặng đua Anh và Hungary giữa mùa giải. Đội Brabham sụp đổ sau giải đua ô tô Công thức 1 Hungary và không hoàn thành mùa giải.

### Williams (1993-1996)

#### Trước khi đua cho đội
Sau khi đồng đội của đồng hương và nhà vô địch năm 1992 Nigel Mansell là Riccardo Patrese rời Williams để đua cho Benetton vào năm 1993, Hill bất ngờ được thăng hạng vào đội đua cùng với nhà vô địch thế giới ba lần Alain Prost trước những ứng cử viên giàu kinh nghiệm hơn như Martin Brundle và Mika Häkkinen. Theo truyền thống, nhà đương kim vô địch thế giới đua với số "1" trên xe của mình và đồng đội của mình đua với số "2". Bởi vì Mansell không tham gia đua Công thức 1 vào năm 1993, đội Williams của ông ta được đánh số "0" và "2". Với tư cách là đồng đội với thành tích thấp hơn sơ với Prost, Hill đã phải đua với số "0". Ông là người thứ hai trong lịch sử Công thức 1 đua với số 0 sau tay đua người Nam Phi Jody Scheckter vào năm 1973.

##### 1993: Mùa giải đầu tiên thành công với Williams

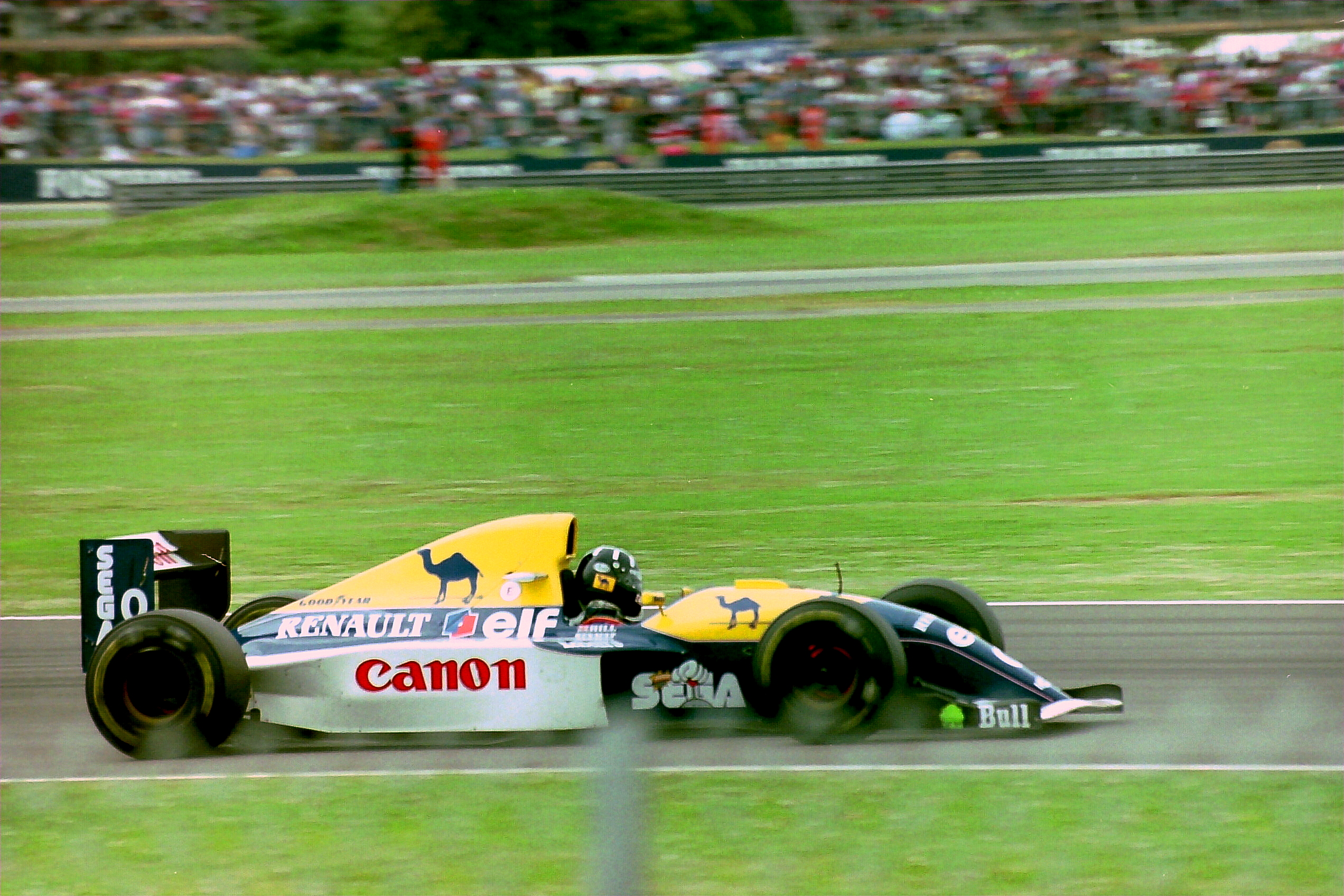
Damon Hill ở chặng đua quê nhà của ông, giải đua ô tô Công thức 1 Anh 1993

Hill đã khởi đầu mùa giải khởi đầu không suôn sẻ vì quay xe từ vị trí thứ hai ngay sau khi bắt đầu giải đua ô tô Công thức 1 Nam Phi và không thể hoàn thành cuộc đua sau khi va chạm với Alessandro Zanardi ở vòng 17. Tại giải đua ô tô Công thức 1 Brasil ngay sau đó, Hill đã vượt qua vòng phân hạng và dành thời gian ở giai đoạn đầu của cuộc đua để đọ sức ở vị trí thứ hai sau đồng đội Alain Prost. Sau đó, ông leo lên vị trí dẫn đầu sau khi Prost gặp sự cố, nhưng tụt trở lại vị trí thứ hai do nhà vô địch thế giới ba lần khác người Brasil Ayrton Senna vượt qua. Tuy nhiên, cuộc đua đó vẫn giúp Hill về đích đầu tiên ở ba vị trí dẫn đầu. Trong chặng đua tiếp theo ở Châu Âu, Hill lại về nhì sau Senna. 
Ở Tây Ban Nha, ông đã đuổi theo đồng đội ở phần lớn cuộc đua trước khi động cơ bị hỏng. Sau khi lên bục podium ở Monaco và Canada, Hill đã giành được vị trí pole (vị trí dẫn đầu) đầu tiên trong sự nghiệp ở Pháp, nhưng ông về nhì sau đồng đội vì mệnh lệnh của đội đã ngăn cản ông đọ sức với Prost. Ông đã bỏ cuộc ở chặng đua quê nhà ở Anh vì một sự cố động cơ. Trong chặng đua tiếp theo ở Đức, ông đã dẫn đầu một cách thoải mái chỉ để bị thủng lốp khi còn hai vòng. Tại chặng đua ở Hungary, Hill đã có chiến thắng đầu tiên trong sự nghiệp sau khi dẫn đầu tất cả các vòng. Sau đó, ông đã tiếp tục giành được thêm hai chiến thắng ở Bỉ và Ý. Chiến thắng thứ ba liên tiếp của ông đã giúp Williams giành chức vô địch trên bảng xếp hạng các đội đua và tạm thời đưa ông lên vị trí thứ hai trong bảng xếp hạng các tay đua. Sau đó, Hill về đích ở vị trí thứ ba sau khi xuất phát ở vị trí cuối cùng tại giải đua ô tô Công thức 1 Bồ Đào Nha. Ông đã kết thúc mùa giải với vị trí thứ 4 ở Nhật Bản và thứ 3 ở Úc.
Trong mùa giải đầu tiên này với Williams, Hill được hưởng lợi từ kinh nghiệm của người đồng đội kỳ cựu người Pháp Alain Prost và ông thường xuyên gây ấn tượng trong suốt mùa giải.

##### 1994: Đấu với Michael Schumacher để giành được giải vô địch Công thức 1
Năm 1994, nhà vô địch Công thức 1 người Brasil Ayrton Senna đã gia nhập Williams và trở thành đồng đội của Hill. Người ta đoán rằng Senna sẽ giành được danh hiệu đó nhưng đội Benetton và tay đua người Đức Michael Schumacher ban đầu tỏ ra cạnh tranh hơn. Tại giải đua ô tô Công thức 1 San Marino vào ngày 1 tháng 5, Senna đã qua đời sau khi xe của ông đã đâm vào hàng rào bê tông khi đang dẫn đầu. Hill đã nói với BBC Sport vào năm 2004 rằng ông đã tin Senna đã vào cua quá nhanh so với điều kiện, ám chỉ thực tế là cuộc đua vừa mới tiếp tục diễn ra với lốp lạnh sau khi bị xe an toàn giảm tốc độ.

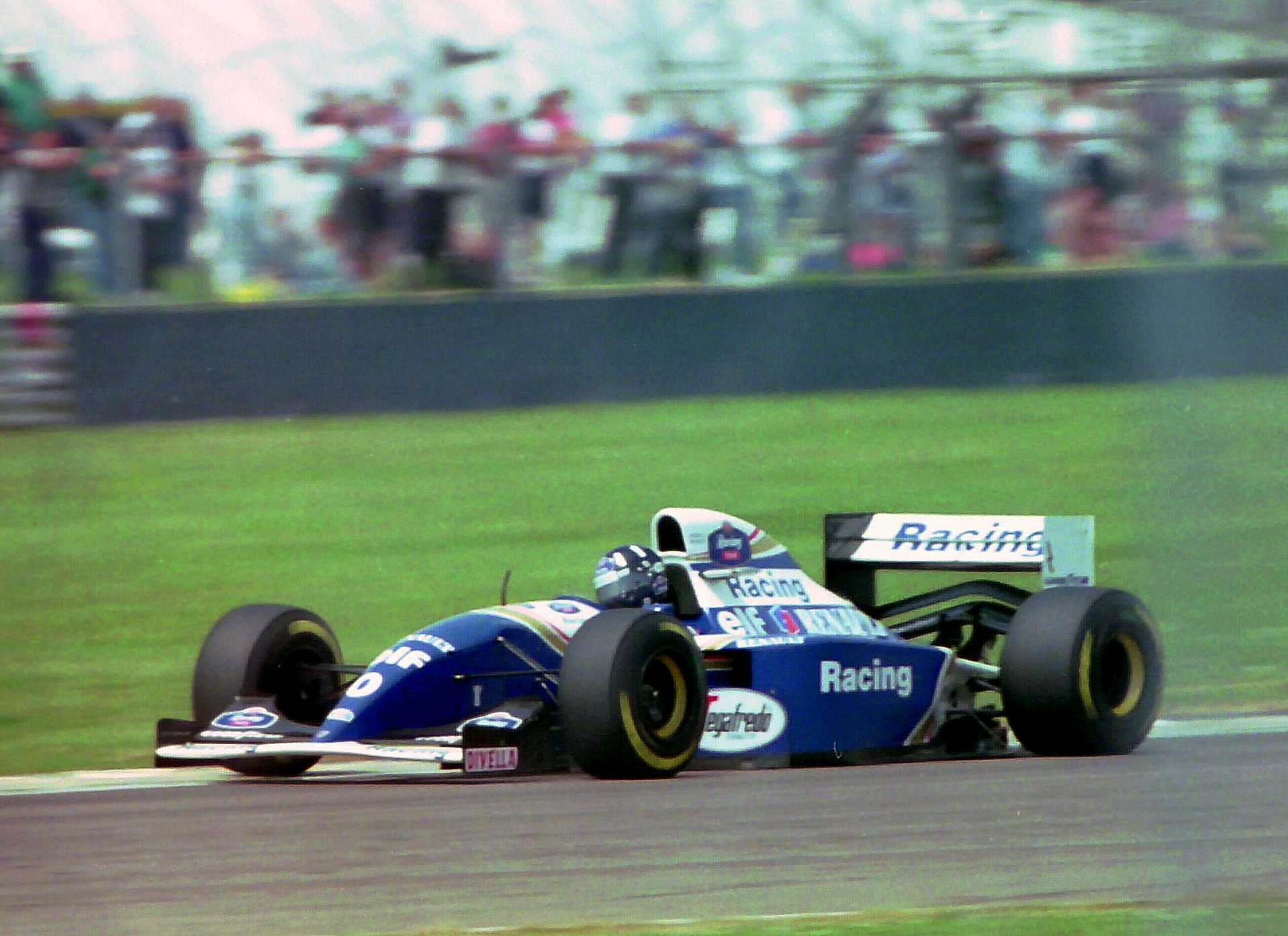
Damon Hill ở chặng đua quê nhà, giải đua ô tô Công thức 1 Anh 1994, nơi ông đã giành được chiến thắng ở quê nhà lần đầu tiên.

Sau cái chết của Senna, Hill đại diện một mình tại chặng đua tiếp theo ở Monaco. Cuộc đua của ông đã kết thúc sớm do một vụ va chạm liên quan đến một số ô tô ở vòng mở đầu của cuộc đua. Trước thềm giải đua ô tô Công thức 1 Tây Ban Nha, David Coulthard, tay đua thử nghiệm người Scotland của Williams, đã được thăng hạng lên vị trí tay đua chính cùng với Hill.
Tại giải đua ô tô Công thức 1 Pháp, Nigel Mansell đã quay trở lại đội và sau đó tham gia các chặng đua ở Pháp, Châu Âu, Nhật Bản và Úc. Mansell kiếm được khoảng 900.000 bảng cho mỗi cuộc đua trong số 4 cuộc đua của mình trong khi Hill được trả 300.000 bảng cho cả mùa giải mặc dù vị trí tay đua chính của Hill không bị nghi ngờ.
Hill đã trở lại con đường thành công khi giành được chiến thắng ở giải đua ô tô Công thức 1 Anh, nơi mà bố ông chưa bao giờ giành được chiến thắng. Sau cuộc đua đó, đối thử của ông,  Michael Schumacher, đã bị loại khỏi kết quả và bị truất quyền thi đấu ở hai chặng đua tiếp theo vì vượt qua Hill trong vòng trước cuộc đua và bỏ qua lá cờ đen sau đó. Sau đó, ông đã giành thêm bốn chiến thắng nữa, ba trong số đó là các cuộc đua mà Schumacher bị loại khỏi kết quả. Điều đó đã dẫn đến quyết định chức vô địch Công thức 1 ở chặng đua cuối cùng ở Adelaide. Trước chặng đua đó, ông đã đứng trước Schumacher một điểm.
Cả Hill và Schumacher đều bỏ cuộc ở chặng đua đó sau một vụ va chạm gây tranh cãi mang lại danh hiệu vô địch cho Schumacher. Schumacher đã chạy khỏi đường đua và va vào tường bằng bên phải chiếc xe Benetton của ông ta khi đang dẫn đầu. Đến vòng cua thứ sáu, Hill di chuyển làn để vượt qua Schumacher và điều đó đã khiến cả hai va chạm. Nhà bình luận Công thức 1 của BBC, Murray Walker, đã khẳng định rằng Schumacher không cố ý gây ra vụ tai nạn nhưng Patrick Head, người đồng sở hữu Williams lại cảm thấy khác. Năm 2006, Head đã khẳng định rằng Michael đã đua không công bằng nhưng lại không phản đối danh hiệu của Schumacher vì đội vẫn đang giải quyết cái chết của Ayrton Senna. Năm 2007, Hill đã cáo buộc rõ ràng rằng Schumacher đã cố ý gây ra vụ va chạm.
Ông đã giành được danh hiệu Nhân vật thể thao của năm trên đài BBC Sports năm 1994.

##### 1995: Tiếp tục tranh giành chức vô địch Công thức 1 với Schumacher

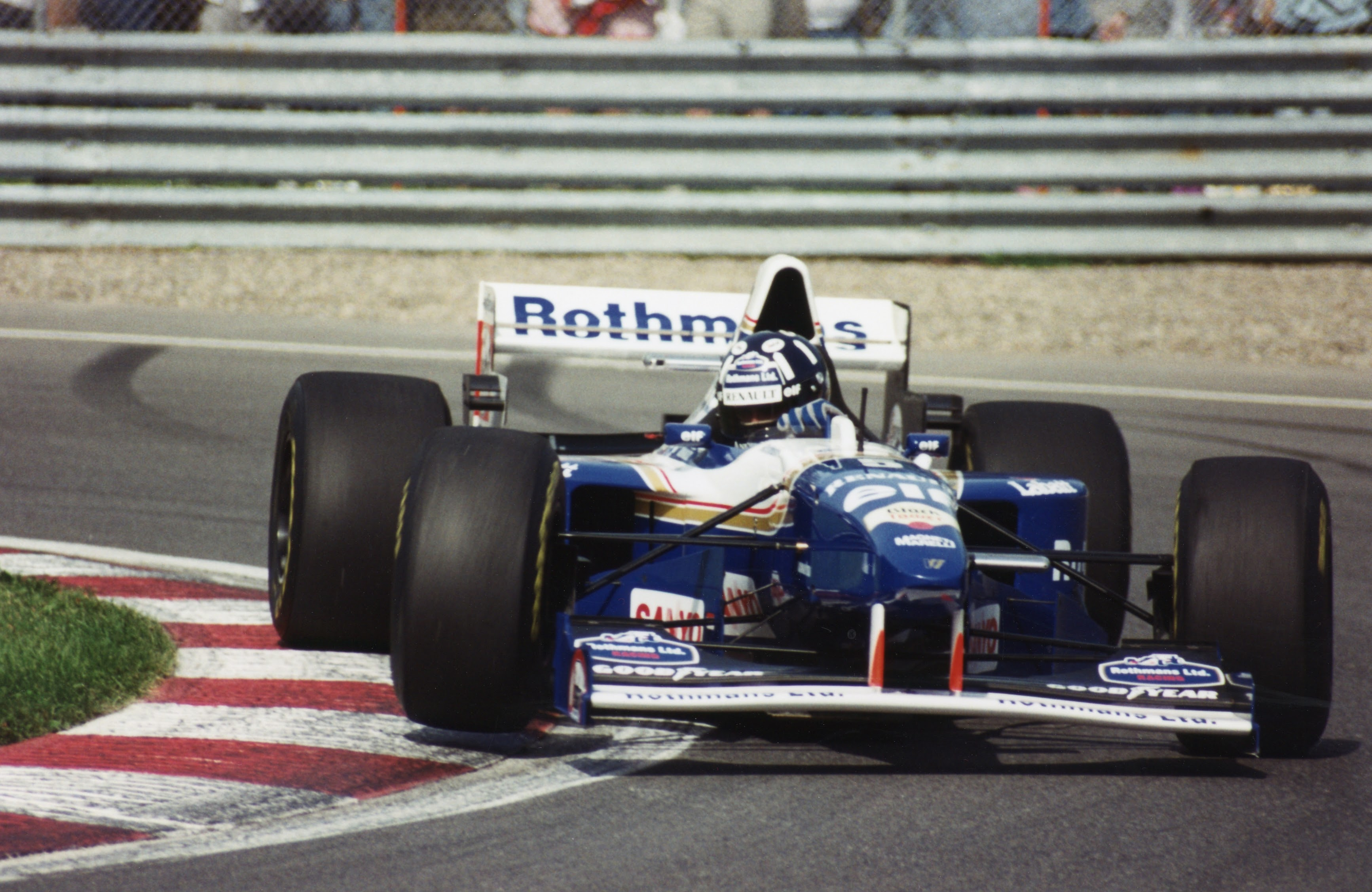
Damon Hill tại giải đua ô tô Công thức 1 Canada 1995

Vào mùa giải 1995, Hill là một trong những ứng cử viên vô địch. Đội Williams là đương kim vô địch các đội đua sau khi đánh bại Benetton vào năm 1994.
Mùa giải của ông trông có vẻ khởi đầu thuận lợi với vị trí pole ở Brasil nhưng phải bỏ cuộc sau 30 vòng. Thế nhưng, ông có thể đảo ngược lại tình thế khi chiến thắng hai cuộc đua tiếp theo vào điều đó đưa ông lên vị trí dẫn đầu bảng xếp hạng. Tuy nhiên, Schumacher đã thắng bảy trong số mười hai chặng đua tiếp theo và giành danh hiệu vô địch thứ hai của mình trước hai cuộc đua còn lại và đội Benetton giành chức vô địch đội đua. Schumacher và Hill đã có một số sự cố trong mùa giải và hai trong số sự cố đó dẫn đến cả hai bị cấm thi đấu tại một cuộc đua. Schumacher bị phạt do chặn và ép Hill khỏi làn đua tại giải đua ô tô Công thức 1 Bỉ và Hill bị phạt vì va chạm với Schumacher khi đang phanh gấp tại giải đua ô tô Công thức 1 Ý. Ông đã kết thúc mùa giải sau khi giành chiến thắng ở giải đua ô tô Công thức 1 Úc. Tuơng tự như mùa giải trước đó, ông đứng thứ nhì trong bảng xếp hạng các tay đua nhưng với số điểm ít hơn so với mùa giải trước.

## Thống kê thành tích
| Mùa giải | Giải đua                         | Đội đua                                 | Số chặng      | Chiến thắng   | Poles         | Vòng đua nhanh nhất | Podiums       | Tổng điểm     | Vị trí trong BXH |
| -------- | -------------------------------- | --------------------------------------- | ------------- | ------------- | ------------- | ------------------- | ------------- | ------------- | ---------------- |
| 1985     | Formula Ford Festival            |                                         | 1             | 0             | 0             | ?                   | 1             |               | 3                |
| 1986     | British Formula Three            | West Surrey Racing                      | 18            | 0             | 0             | 0                   | 1             | 15            | 9                |
| 1986     | Macau Grand Prix                 | Flying Tigers Murray Taylor Racing      | 1             | 0             | 0             | 0                   | 0             |               | DNF              |
| 1987     | British Formula Three            | Intersport Racing                       | 18            | 2             | 2             | 2                   | 6             | 49            | 5                |
| 1987     | Macau Grand Prix                 | Intersport Engineering w/ Flying Tigers | 1             | 0             | 0             | 0                   | 0             |               | 20               |
| 1988     | British Formula Three            | Cellnet Ricoh Racing/Intersport Team    | 18            | 2             | 2             | 1                   | 8             | 57            | 3                |
| 1988     | Formula 3000                     | GA Motorsport                           | 2             | 0             | 0             | 0                   | 0             | 0             | KXH              |
| 1988     | Macau Grand Prix                 | Intersport Engineering w/ Flying Tigers | 1             | 0             | 0             | 0                   | 1             |               | 2                |
| 1989     | Formula 3000                     | Footwork Formula                        | 5             | 0             | 0             | 0                   | 0             | 0             | KXH              |
| 1989     | British Formula Three            | Intersport Racing                       | 4             | 0             | 0             | 0                   | 0             | 0             | KXH              |
| 1989     | British Touring Car Championship | FAI Auto Parts                          | 1             | 0             | 0             | 0                   | 0             | 3             | 18               |
| 1989     | 24 Hours of Le Mans              | Richard Lloyd Racing                    | 1             | 0             | 0             | 0                   | 0             | 0             | DNF              |
| 1990     | Formula 3000                     | Middlebridge Racing                     | 10            | 0             | 3             | 2                   | 1             | 6             | 13               |
| 1991     | Formula 3000                     | Jordan Grand Prix                       | 10            | 0             | 0             | 0                   | 1             | 11            | 7                |
| 1991     | Công thức 1                      | Canon Williams Renault                  | Tay đua dự bị | Tay đua dự bị | Tay đua dự bị | Tay đua dự bị       | Tay đua dự bị | Tay đua dự bị | Tay đua dự bị    |
| 1992     | Công thức 1                      | Brabham                                 | 2             | 0             | 0             | 0                   | 0             | 0             | KXH              |
| 1992     | Công thức 1                      | Canon Williams Renault                  | Tay đua dự bị | Tay đua dự bị | Tay đua dự bị | Tay đua dự bị       | Tay đua dự bị | Tay đua dự bị | Tay đua dự bị    |
| 1993     | Công thức 1                      | Canon Williams Renault                  | 16            | 3             | 2             | 4                   | 10            | 69            | 3                |
| 1994     | Công thức 1                      | Rothmans Williams Renault               | 16            | 6             | 2             | 6                   | 11            | 91            | 2                |
| 1995     | Công thức 1                      | Rothmans Williams Renault               | 17            | 4             | 7             | 4                   | 9             | 69            | 2                |
| 1996     | Công thức 1                      | Rothmans Williams Renault               | 16            | 8             | 9             | 5                   | 10            | 97            | 1                |
| 1997     | Công thức 1                      | Danka Arrows Yamaha                     | 17            | 0             | 0             | 0                   | 1             | 7             | 12               |
| 1998     | Công thức 1                      | B&H Jordan                              | 16            | 1             | 0             | 0                   | 1             | 20            | 6                |
| 1999     | Công thức 1                      | B&H Jordan                              | 16            | 0             | 0             | 0                   | 0             | 7             | 12               |